# عباس غيي
عباس غيي هو سياسي فرنسي وسنغالي، ولد في 27 ديسمبر 1913 في داكار في السنغال، وتوفي بنفس المكان في 2 أغسطس 1999. انتخب نائب فرنسي.